# Leptostylus fernandezi
Leptostylus fernandezi är en skalbaggsart som beskrevs av Monné och Hoffmann 1981. Leptostylus fernandezi ingår i släktet Leptostylus och familjen långhorningar.
Artens utbredningsområde är Venezuela. Inga underarter finns listade i Catalogue of Life.